# Avéron-Bergelle
Avéron-Bergelle (gaskognisch: Averon e Bergela) ist eine französische Gemeinde mit 182 Einwohnern (Stand 1. Januar 2022) im Département Gers in der Region Okzitanien; sie gehört zum Arrondissement Mirande.

## Geografie
Die Gemeinde Avéron-Bergelle liegt rund 43 Kilometer (Luftlinie) westnordwestlich der Stadt Auch im Westen des Départements Gers. Sie gehört zum Weinbaugebiet Côtes de Saint-Mont und zum Weinbrandgebiet Armagnac. Zahlreiche Gewässer entspringen im oder durchqueren das Gemeindegebiet. Am bedeutendsten sind die Flüsse Douze und Midouzon. Nebst kleinen Stauseen findet man auf dem Gemeindegebiet auch noch mehrere Teiche, darunter den Étang du Moura. Einige Kilometer nördlich der Gemeinde führt die Route nationale 124 vorbei. Die nächstgelegene Bushaltestelle ist Manciet an der Linie 934 (Auch – Mont-de-Marsan).
Umgeben wird Avéron-Bergelle von den Nachbargemeinden Espas im Nordosten, Séailles im Osten, Margouët-Meymes im Südosten, Aignan im Südwesten Loubédat im Westen sowie Cravencères im Nordwesten.

## Geschichte
Die Gemeinde liegt historisch innerhalb der Gascogne und gehört dort zur Region Bas-Armagnac. Von 1793 bis 1801 gehörte Avéron-Bergelle zum Distrikt Nogaro und von 1793 bis 2015 war sie dem Wahlkreis (Kanton) Aignan zugeteilt. 1821 wurde die frühere Gemeinde Bergelle (1821: 122 Einwohner) eingegliedert.

## Bevölkerungsentwicklung
| Jahr                       | 1962 | 1968 | 1975 | 1982 | 1990 | 1999 | 2006 | 2020 |
| Einwohner                  | 309  | 277  | 233  | 193  | 174  | 176  | 164  | 176  |
| Quellen: Cassini und INSEE |      |      |      |      |      |      |      |      |

## Sehenswürdigkeiten

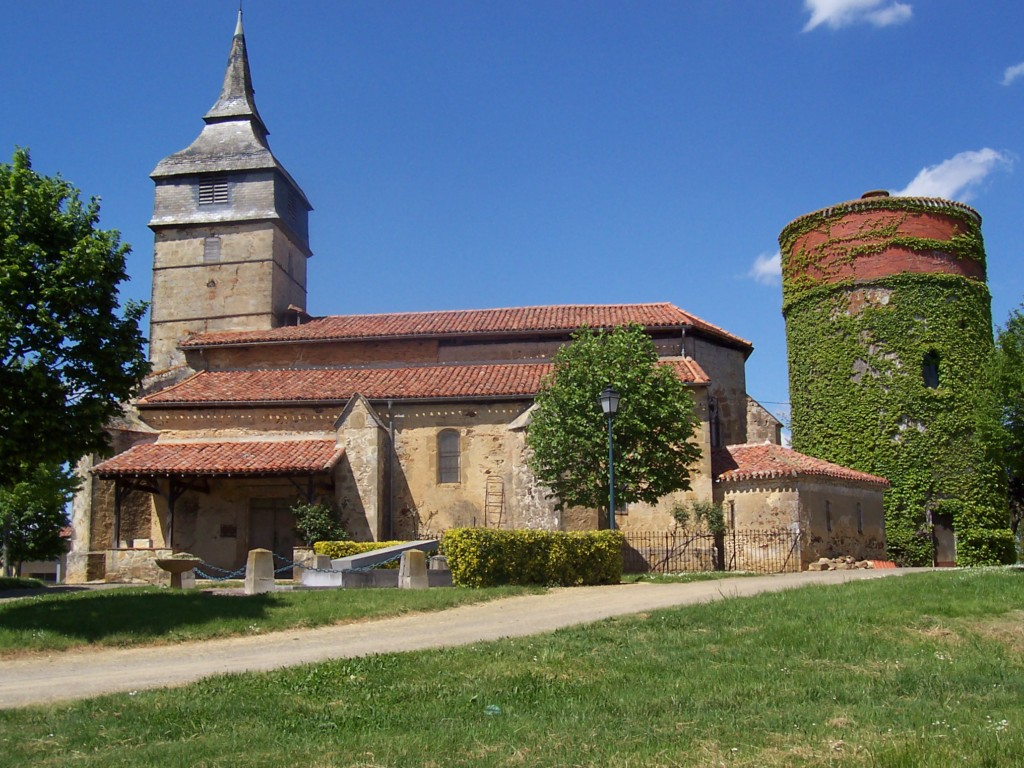
Kirche Saint-Laurent

- Kirche Saint-Laurent
- Mehrere Wegkreuze
- Marienstatue